# Can Cerdà (Riudarenes)
Can Cerdà és una masia de Riudarenes (Selva) inclosa a l'Inventari del Patrimoni Arquitectònic de Catalunya.

## Descripció
Construcció formada per dos edificis, el principal més endarrerit té dues plantes i coberta a dues vessants laterals. La porta és impostada amb llinda monolítica i les obertures són emmarcades amb pedra. Les dues obertures de la planta baixa estan protegides per una reixa de ferro forjat. La llinda de la finestra esquerra té una inscripció: "1778 ANNA ROCA ME FECIT" que ens la data. A l'angle dret, a tocar de la carretera, hi ha una capelleta amb una Verge. Dels dos edificis, el cos avançat correspon al que anteriorment eren les quadres i actualment manté les menjadores però no s'utilitzen com a tals. Davant la façana d'aquest cos avançat, adossada a la paret hi ha una escala que mena al primer pis, és amb barana de ferro forjat i les portes, tan la del primer pis com la de sota l'escala, tenen els brancals i llindes amb pedra rectangular, igual que la petita finestra quadrada de l'esuqerra. Pel que fa a la part del darrere, s'ha afegit un porxo. El parament està arrebossat i pintat de rosa i els elements de fusta de les obertures són verds. Davant la façana hi ha un gran espai ajardinat.

## Història
L'any 1988 la casa era propietat d'Antoni Trincheria i es trobava abandonada però en bon estat de conservació.
Recentment ha estat restaurada respectant els elements originals.